# 레 디 로마역
레 디 로마(이탈리아어: Re di Roma) 역은 로마 지하철 A선의 역 중 하나로, 1980년에 영업을 시작했다. 이 역은 아피오라티노 내의 비아 아피아 누오바가 근처를 지나가는 레 디 로마 광장 밑에 위치해 있는데, 광장에서 역명을 따왔다. 이 역에는 로마 아르테메트로의 모자이크가 있으며, 프랑수아 모를레와 카를라 아카르디가 제작했다. 레 디 로마 역 광장 근처를 지나가는 도로는 비아 아피아 누오바 외에도 비아 체베테리, 비아 피네롤로, 비아 베르첼리 등이 있다.
산 조반니 인 라테라노 대성당에서 열어지는 주요 행사 기간에는 산 조반니 역이 임시 폐쇄된다.

## 역 시설
이 역에는 다음과 같은 시설이 있다.
- 매표소
- 장애인 전용 승차시설
- 엘레베이터
- 에스컬레이터
- 역 감시카메라 (CCTV)

## 역 근처
- 투스콜로 광장 (Piazza Tuscolo)
- 투스콜라나 가 (Via Tuscolana)